# Émilie Laboyrie-Couderc
Émilie Laboyrie est une joueuse internationale française de rink hockey née le 18 avril 1987.

## Palmarès
En 2012, elle est sacrée championne du monde.
En 2014, elle participe au championnat du monde.
En 2016, elle participe au championnat du monde.